# Jean-Cyril Robin
Jean-Cyril Robin (Lannion, 27 augustus 1969) is een voormalig Frans wielrenner.

## Belangrijke overwinningen
1988
Ronde van de Loire-Atlantique
1990
Eindklassement Boucles de la Mayenne
1992
GP Rennes
Eindklassement Coupe de France
2000
Prix du Léon

## Resultaten in voornaamste wedstrijden
| Jaar | Ronde van Italië | Ronde van Frankrijk | Ronde van Spanje |
| ---- | ---------------- | ------------------- | ---------------- |
| 1991 |                  |                     |                  |
| 1992 |                  | 44e                 |                  |
| 1993 |                  | opgave              |                  |
| 1994 | 42e              |                     |                  |
| 1995 |                  | 22e                 | opgave           |
| 1996 | 9e               | opgave              |                  |
| 1997 |                  | 15e                 | opgave           |
| 1998 |                  | 6e                  | opgave           |
| 1999 |                  | 52e                 |                  |
| 2000 |                  | 19e                 |                  |
| 2001 | opgave           | 56e                 |                  |
| 2002 |                  | 32e                 |                  |
| 2003 |                  |                     |                  |
| 2004 |                  | 47e                 |                  |

| Jaar | Milaan-San Remo | Gent-Wevelgem | Parijs-Roubaix | Amstel Gold Race | Luik-Bast.‑Luik | Ronde van Lombardije | Bretagne Classic | Waalse Pijl |  | WK op de weg |
| ---- | --------------- | ------------- | -------------- | ---------------- | --------------- | -------------------- | ---------------- | ----------- |  | ------------ |
| 1991 |                 |               |                |                  |                 | 33e                  |                  |             |  |              |
| 1992 |                 | 111e          | 75e            |                  | 69e             |                      | 29e              |             |  |              |
| 1993 |                 |               |                |                  |                 |                      |                  |             |  |              |
| 1994 |                 |               |                |                  |                 |                      |                  |             |  |              |
| 1995 |                 |               |                |                  |                 |                      |                  |             |  |              |
| 1996 |                 |               |                |                  | 43e             |                      | 51e              | 59e         |  |              |
| 1997 |                 |               |                | 37e              | 50e             |                      | 12e              | 12e         |  |              |
| 1998 | 79e             |               |                |                  |                 |                      |                  |             |  | 60e          |
| 1999 |                 |               |                |                  | 31e             | 35e                  |                  | 39e         |  | ↑            |
| 2000 |                 |               |                |                  |                 |                      | 6e               |             |  | 18e          |
| 2001 |                 |               |                |                  |                 |                      | 86e              |             |  | 33e          |
| 2002 |                 |               |                |                  |                 |                      | 64e              |             |  |              |
| 2003 |                 |               |                |                  |                 |                      | 39e              |             |  |              |
| 2004 |                 |               |                |                  | 120e            |                      | 11e              |             |  |              |